# Up All Night (album, One Direction)
Up All Night je debutové album skupiny britsko-irské chlapecké skupiny One Direction. Vydáno bylo 18. listopadu 2011 v Irsku ve vydavatelství Syco Records. Nachází se na něm celkem 13 písní, včetně hitu „What Makes You Beautiful“, který byl vydán i jako singl.

## Seznam skladeb
1. What Makes You Beautiful
2. Gotta Be You
3. One Thing
4. More Than This
5. Up All Night
6. I Wish
7. Tell Me a Lie
8. Taken
9. I Want
10. Everything About You
11. Same Mistakes
12. Save You Tonight
13. Stole My Heart